# ISK (rappeur)
Pour les articles homonymes, voir ISK.
ISK est un rappeur français né le 20 mars 2003 à Montréal (Canada).
Après avoir vécu un temps au Canada puis en Tunisie dont est originaire sa famille, ISK grandit dans le quartier Montmirail à La Ferté-sous-Jouarre, en Seine-et-Marne. Il commence à rapper à l'âge de 14 ans et sort les premiers freestyles de la série Acharné, dont le quatrième est certifié single d'or, entre 2018 et 2019, puis sa première mixtape, Le mal est fait, le 20 mars 2020.
Après avoir inaugurée une nouvelle série de freestylés intitulée Vérité, le rappeur sort l'album du même nom sort le 28 mai 2021 et certifié disque d'or, contenant des featurings avec Uzi, Niro, Alonzo, Sofiane et DA Uzi, ainsi que le titre Le billet certifié single d'or.
Le deuxième album d'ISK, Racines, sort le 3 juin 2022, contenant des featurings avec Mig, Timal, Heuss l'Enfoiré, Niaks et Mister You.
Le troisième album du rappeur, LDLG (L'art de la guerre), sort le 27 octobre 2023, contenant des featurings avec Kalash Criminel, Ashe 22, Leto, Niro et Lyna Mahyem.

## Carrière

### 2018-2019: débuts et série de freestylesAcharné
Kais Ben Baccar est né le 20 mars 2003 à Montréal, au Canada, d'une famille d'origine tunisienne. Après avoir vécu trois ans au Canada et un temps en Tunisie, sa famille s'installe dans la résidence du square Montmirail, à La Ferté-sous-Jouarre, en Seine-et-Marne, où Kais fait sa fin d'école maternelle à La Pièce aux Écus,,.
ISK, pseudonyme dérivé de son prénom Kais, commence à rapper et écrire ses premiers textes à l'âge de 14 ans,,. À 15 ans, il inaugure sa série de freestyle Acharné dont le premier épisode est publié sur la chaîne YouTube Daymolition le 29 juillet 2018, le 4ème, sorti le 4 octobre 2019, est certifié single d'or le 28 juillet 2022 et le 9ème, Acharné 9 (Vrais frères), sort le 5 décembre 2019.

### 2020: première mixtapeLe mal est fait
ISK figure sur la liste des « 11 rappeurs à suivre » de l'année 2020 de Booska-P qui déclare à son propos : « avant d'être un rappeur, ISK est un amateur de rap français, notamment de Niro. D'ailleurs, c'est sans doute à lui que l'on doit cette hargne inébranlable au micro ».
Le 23 janvier 2020 sort le titre Garantie, suivi du single Grave vert le 20 février 2020. Le 17 mars 2020 sort le freestyle Booska L.M.E.F pour Booska-P, initiales de son premier projet.
Le mal est fait, sa première mixtape, sort le 20 mars 2020,. Sortie exclusivement au format numérique, la mixtape se vend à 657 exemplaires. Le single Au clair de la lune extrait du projet sort le 22 mars 2020.
Le 12 juin 2020 sort le single Fazer en featuring avec YL. Le 23 juillet 2020 sort le freestyle Acharné 10. Le 9 octobre 2020 sort le vidéoclip du titre Dans le réseau, extrait de la compilation Carbozo Vol. 1. Le 10 décembre 2020 sort le single Où je suis.

### 2021: série de freestyles et premier albumVérité
Le vidéoclip de Vérité 3, le 3ème épisode de la nouvelle série de freestyles d'ISK, sort le 25 février 2021, suivi de Vérité 4 le 26 mars 2021. Le single Cités de France en featuring avec Sofiane sort le 9 avril 2021, premier extrait de son prochain projet. ISK apparaît également en featuring sur le single Criminel de Mig sorti le 29 avril 2021 et extrait de son album 02 Géné.
Le premier album d'ISK, Vérité, sort le 28 mai 2021. Il contient 17 titres dont des featurings avec Uzi, Niro, Alonzo, Sofiane et DA Uzi. Le freestyle Booska Vérité pour Booska-P sort le 24 mai 2021. L'album se vend à 4 420 copies lors de sa première semaine et est certifié disque d'or le 9 janvier 2025. Le vidéoclip du single en featuring avec UZI, Chez nous, sort le 31 mai 2021 et Le billet sort le 12 juillet 2021, certifié single d'or le 27 janvier 2022.
ISK apparaît en featuring sur le titre Balafres de Sasso extrait de son album Enfant2LaRue, Vol. 2 sorti le 9 juillet 2021, sur le titre 00216 de Tunisiano avec les rappeurs d'origine tunisienne Alkpote, Sadek et Brulux, sorti le 2 juillet 2021, en solo sur le titre Fratello figurant sur la bande originale de la deuxième saison de la série Or Noir sortie le 24 septembre pour laquelle il joue le rôle de Kais et sur les titres Mafiosi et Mauvais garçon de l'album collectif Le Classico organisé sorti le 5 novembre 2021 et sur le titre Rendez-vous de Mister You extrait de l'EP Les Oiseaux II de ce dernier sorti le 3 décembre 2021, suivi de la sortie du vidéoclip le lendemain.
Le 19 octobre 2021 sort le vidéoclip de Ça va vite. Les freestyles Vérité et Vérité 2 sont ajoutés en tant que pistes additionnelles à l'album Vérité le 25 décembre 2021.

### 2022: albumRacines
ISK apparaît à deux reprises en featuring sur l'album Yamine d'YL sorti le 25 février 2022, sur les titres Prières (vidéoclip sorti le 21 janvier 2022 et Golf 7. Le rappeur publie le vidéoclip de l'inédit Snowfall le 11 mars. ISK apparaît également en featuring avec Timal et UZI sur le titre T'abuses (vidéoclip sortie 24 mars) extrait de l'album Meilleur qu'hier de ce dernier. Le 1er avril sort le freestyle Vérité 5, suivi du freestyle Booska Vérité pour Booska-P en featuring avec Nahir, DA Uzi et Niaks le 23 mai 2022.
Le 3 juin 2022 sort le deuxième album d'ISK, Racines, contenant 15 titres dont des featurings avec Mig, Timal, Heuss l'Enfoiré, Niaks et Mister You. Le vidéoclip du featuring avec Timal, Laisse tomber, sort le même jour. Le vidéoclip du freestyle Acharné 11 extrait de l'album sort le 26 août 2022.

### 2023: albumLDLG (L'art de la guerre)
Plusieurs titres inédits sortent consécutivement accompagnés de vidéoclips : Irish Mob le 18 janvier 2023, Dublin le 16 février 2023, le freestyle Vérité 6 le 13 mars 2023 et le freestyle Italie le 24 mai 2023, La Mia Vita le 15 juin 2023, Palerme le 7 juillet 2023 et Tout claquer le 4 août 2023.
Deux singles extraits du prochain album sortent successivement : La cosa en featuring avec Kalash Criminel le 28 septembre 2023 et LDLG L'art de la guerre le 17 octobre. Le freestyle Booska LDLG pour Booska-P sort le 25 octobre.
Le 27 octobre 2023 sort le troisième album d'ISK, LDLG (L'art de la guerre), contenant des featurings avec Kalash Criminel, Ashe 22, Leto, Niro et Lyna Mahyem,,. Le vidéoclip du featuring avec Niro, Étoile, sort le 27 octobre 2023.
ISK apparaît sur le titre Le temps des vérités en featuring avec Zikxo, extrait de la compilation Du Nord au Sud de Footkorner sortie le 8 décembre 2024.

### 2024
ISK participe à la compilation Game Over 3 - Terminal 3 sortie le 3 mai 2024 avec le titre Sur mes pas. Le 6 juillet 2024 sort le vidéoclip de Vérité 7.
Le 1er juillet 2024 sort le vidéoclip No Pasaràn, référence au slogan antifasciste de la guerre civile espagnole, auquel ISK participe avec une dizaine d'autres rappeurs en réaction au score élevé du Rassemblement national lors des élections législatives françaises de 2024. Certains passages du morceau sont considérés par la presse comme violents, misogynes et complotistes,,. Les fonds générés par les écoutes du titre doivent être reversés à la Fondation Abbé-Pierre.

## Classements et certifications

### Albums
| Titre                     | Année | Classement | Classement | Classement | Certification      |
| Titre                     | Année | FR         | BEL (WA)   | SWI        | Certification      |
| ------------------------- | ----- | ---------- | ---------- | ---------- | ------------------ |
| Le mal est fait           | 2020  | 58         | —          | —          | —                  |
| Vérité                    | 2021  | 9          | —          | —          | France (SNEP) : Or |
| Racines                   | 2022  | 7          | —          | —          | —                  |
| LDLG (L'art de la guerre) | 2023  | 11         | —          | —          | —                  |

### Singles
| Année | Titre                       | Classement | Classement | Certification      | Album   |
| Année | Titre                       | FRA        | BEL (WA)   | Certification      | Album   |
| ----- | --------------------------- | ---------- | ---------- | ------------------ | ------- |
| 2019  | Acharné 4                   | —          | —          | France (SNEP) : Or | —       |
| 2020  | Acharné 10                  | 101        | —          | —                  | —       |
| 2020  | Où je suis                  | 195        | —          | —                  | Vérité  |
| 2021  | Vérité 3                    | 132        | —          | —                  | Vérité  |
| 2021  | Vérité 4                    | 159        | —          | —                  | Vérité  |
| 2021  | Tchernobyl                  | 159        | —          | —                  | Vérité  |
| 2021  | Chez nous (feat. UZI)       | 75         | —          | —                  | Vérité  |
| 2021  | Le billet                   | 68         | —          | France (SNEP) : Or | Vérité  |
| 2022  | Laisse tomber (feat. Timal) | 68         | —          | —                  | Racines |